# 認知心理學
认知心理学（英語：Cognitive psychology）是對諸如注意力、語言使用、記憶、感知、問題解決、創造力和思考等心理過程的科學研究。從1950年代至1960年代間才發展出來（見認知革命）。1956年被认为是认知心理学史上的重要年份。这一年几项心理学研究都体现了心理学的信息加工观点。如诺姆·乔姆斯基的语言理论和艾伦·纽厄尔和司马贺的“通用问题解决者”模型。「認知心理學」第一次在出版物出現是在1967年烏爾里克·奈瑟（Ulric Neisser）的新書。而唐纳德·布罗德本特於1958年出版的《知觉与傳播》一書則為認知心理學取向立下了重要基礎。此後，認知心理取向的重點便在唐纳德·布罗德本特所指出的認知的訊息處理模式－－一種以心智處理來思考與推理的模式。因此，思考與推理在人類大腦中的運作便像電腦軟體在電腦裡運作相似。認知心理學理論時常談到輸入、表徵、計算或處理，以及輸出等概念。
這種理解心智運作的方式在過去數十年變得非常普遍。這些比喻常見於社会心理学、人格心理学、变态心理学和发展心理学中。认知理论的应用在最近並廣及許多动物认知研究的比较心理学领域。
信息處理的认知功能取向最近正被一些心理学新的研究取向所質疑，例如動力系統取向以及哲學中心體合一之觀點。
由於電腦的隱喻和使用，認知心理學在1960年至1970年間得到許多人工智慧及其它相關領域研究成果的助益。事實上，它已發展成為一個跨領域的認知科學，此學門整合了一系列不同取向關於心靈與心智處理的研究。
認知心理學與從前心理研究取向有不同之处。認知心理學使用系統化的科學方法，拒絕接受內省的研究方式，与佛洛依德心理學的現象學研究方法不同。且認知心理學認定內在心理狀態的存在（如信仰、欲望和动机），与行为主义心理學不同。

## 歷史
從哲學的角度來看，對人類心智及其過程的思考早在古希臘時代就已存在。公元前387年，柏拉圖提出大腦是心智過程的所在地。1637年，勒内·笛卡尔 (René Descartes) 提出人類與生俱來就有意念，並提出身心二元論的觀點，也就是後來的物質二元論 (substance dualism)（本質上是指心靈與身體是兩種不同的物質）。從那時起，一直到19世紀，人們都在爭論人類的思想到底是單純經驗主義（經驗主義），還是包含先天知識（先天論）。 參與這場爭論的包括经验主义一方的乔治·贝克莱 (George Berkeley) 和约翰·洛克 (John Locke)，以及先天主義一方的伊曼努尔·康德 (Immanuel Kant)。
隨著哲學爭論的持續，19世紀中後期是心理學作為科學學科發展的關鍵時期。保罗·布罗卡 (Paul Broca) 發現了大腦中主要負責產生語言的區域，而卡爾·韋尼克 (Carl Wernicke) 則發現了被認為主要負責理解語言的區域，這兩項發現日後在認知心理學中扮演了重要的角色。這兩個區域後來都以其創始人的名字正式命名，而由於這些區域的創傷或畸形而造成的個人語言產生或語言理解的中斷，則通常被稱為表达性失语症 (布洛卡失語症) (Expressive aphasia, Broca's aphasia) 和感觉性失语症(韋尼克失語症) (Receptive aphasia, Wernicke's aphasia)。
從1920年代到1950年代，心理學的主要方法是行為主義。最初，行為主義的追隨者認為心理事件，例如思想、意念、注意力和意識是無法觀察的，因此不屬於心理學的範疇。認知心理學的一位早期先驅是卡尔·荣格 (Carl Jung)，他的作品比行為主義的文獻還要早。榮格在1921年出版的《心理类型》（Psychological Types）一書中提出了認知功能的假設。另一位認知心理學的先驅是尚·皮亞傑 (Jean Piaget)，他在行為主義的邊界（智慧與地理）之外工作。從1926年到1950年代，直到1980年代，他一直在研究兒童和成人的思想、語言和智力。
乌尔里克·奈瑟尔（Ulric Neisser）透過他在1967年出版的《認知心理學》一書，讓「認知心理學」一詞被普遍使用。Neisser 對「認知」的定義說明了當時認知過程的進步概念：
「認知」一詞是指感官輸入被轉換、還原、闡述、儲存、恢復和使用的所有過程。它所關心的是這些過程，即使它們是在沒有相關刺激的情況下運作，就像影像和幻覺一樣。... ......從這樣一個廣泛的定義來看，認知顯然涉及到人類可能做的每一件事；每一種心理現象都是一種認知現象。但是，雖然認知心理學關注的是所有的人類活動，而不是其中的某一部分，但它所關注的是特定的觀點。其他的觀點同樣是合法且必要的。動態心理學從動機而非感官輸入開始，就是一個很好的例子。動態心理學家不問一個人的行為和經驗是如何由他所看到的、記得的或相信的所導致的，而是問它們是如何由主體的目標、需求或本能所引發的。

## 認知過程
認知心理學家主要著重於影響行為的心理過程。這些過程包括但不限於以下三個記憶階段：
1. 感官記憶儲存：保存感官資訊
2. 短期記憶儲存：暫時保存資訊以供分析，並從長期記憶中擷取資訊。
3. 長期記憶：在一段較長的時間內保存資訊，它會接收來自短期記憶的資訊。

## 主要研究領域
知覺
- 注意
- 言语知觉的运动理论
- 空想性错视
- 視錯覺
- Apophenia（英语：Apophenia）
- 多穩態知覺
- 圖形辨識 (心理學)
- 時間知覺
- 錯視
- 心理物理学

記憶
- 訊息處理理論
- 感觉记忆
- 短期记忆
- 工作记忆
- 中期記憶
- 长期记忆
- 语义记忆
- 情节记忆
- 间隔重复
- 目擊者記憶（英语：Eyewitness_memory）
- 虛假記憶
- 源監控錯誤（英语：Source-monitoring_error）
- 閃光燈記憶

知識表示
- 心像
- 認知地圖
- 雙碼理論
- 媒體心理學（英语：Media_psychology）
- 數字認知（英语：Numerical_cognition）
- 命題表徵（英语：Propositional_representation）

語言
- 语言学
- 语音学
- 音位學
- 语法
- 语言习得
- 转换-生成文法
- 乔姆斯基谱系
- 普遍文法
- 語言相對論
- 心語假說
- 大腦中的語言處理（英语：Language_processing_in_the_brain）

分类
思考
- 解决问题
- 逻辑
- 决策
- 選擇
- 概念形成（英语：Concept_learning）
- 推理心理學（英语：Psychology_of_reasoning）

## 現代觀點
現代的認知心理學觀點通常將認知視為一種雙重歷程理論，由丹尼爾·卡尼曼在 2011 年闡述。 卡尼曼對兩種認知處理方式進行了更多區分，將其稱作「直覺型歷程」和「推論型歷程」。直覺型歷程（或系統一）類似於聯想推理，被認為是快速且自動化的，通常包含強烈的感情紐帶，卡尼曼說這種直覺歷程的推理是基於已形成的習慣，難以改變或操縱。另一種推論型歷程（或系統二）較慢且更不穩定，受制於有意識的判斷和態度。

## 參看
- 動物認知
- 認知
- 認知偏差
- 認知心理學
- 認知神經科學
- 認知科學
- 認知主義
- 聯結主義
- 論述心理學（英语：Discursive psychology）
- 演化心理學
- 情境認知（英语：Situated cognition）
- 政治心理學
- 神經心理學
- 神經認知（英语：Neurocognitive）
- Cognitive poetics（英语：Cognitive poetics）

## 研究書目
- 江紹倫：《識知心理學說與應用 （页面存档备份，存于）》（香港：中文大學出版社，1980）。
- 江紹倫：《認知心理與通識教育：二十一世紀透視與實踐 （页面存档备份，存于）》（香港：中文大學出版社，2009）。

## 外部連結
- 认知心理學史上著名之研究篇章 （页面存档备份，存于）
- 認知心理學 （页面存档备份，存于）